# Clarence W. Watson
Clarence Wayland Watson, född 8 maj 1864 i Fairmont, West Virginia, död 24 maj 1940 i Cincinnati, Ohio, var en amerikansk demokratisk politiker och industriman. Han representerade delstaten West Virginia i USA:s senat 1911–1913.
Watson gifte sig 10 oktober 1894 med Minnie Lee Owings. Watson var verksam inom kolindustrin. Han organiserade flera olika företag inom branschen som fusionerades till Consolidation Coal Company. Han var sedan företagets verkställande direktör 1903–1911 och därefter styrelseordförande.
Senator Stephen Benton Elkins avled i januari 1911 i ämbetet. Sonen Davis Elkins blev utnämnd till sin fars efterträdare fram till dess att delstatens lagstiftande församling utser en ny senator. Den lagstiftande församlingen valde Watson. Han tjänstgjorde i senaten fram till slutet av S.B. Elkins mandatperiod och efterträddes 1913 av Nathan Goff. Watson var demokraternas kandidat i senatsvalet 1918 som han förlorade mot Davis Elkins.
Watsons grav finns på Woodlawn Cemetery i Fairmont, West Virginia.